# العلاقات البوروندية الطاجيكستانية
العلاقات البوروندية الطاجيكستانية هي العلاقات الثنائية التي تجمع بين بوروندي وطاجيكستان.

## مقارنة بين البلدين
هذه مقارنة عامة ومرجعية للدولتين:
| وجه المقارنة                                              | بوروندي                                    | طاجيكستان                          |
| --------------------------------------------------------- | ------------------------------------------ | ---------------------------------- |
| المساحة (كم2)                                             | 27.83 ألف                                  | 143.10 ألف                         |
| عدد السكان (نسمة)                                         | 10.86 مليون                                | 8.92 مليون                         |
| الكثافة السكانية (ن./كم²)                                 | 390.23                                     | 62.33                              |
| العاصمة                                                   | بوجومبورا، جيتيغا                          | دوشنبه                             |
| اللغة الرسمية                                             | اللغة الكيروندية، لغة فرنسية، لغة إنجليزية | اللغة الطاجيكية                    |
| العملة                                                    | فرنك بوروندي                               | ساماني طاجيكي، الروبل الطاجيكستاني |
| الناتج المحلي الإجمالي (بليون دولار)                      | 3.48 مليار                                 | 7.15 مليار                         |
| الناتج المحلي الإجمالي (تعادل القوة الشرائية) بليون دولار | 8.13 مليار                                 | 24.03 مليار                        |
| الناتج المحلي الإجمالي الاسمي للفرد دولار أمريكي          | 277                                        | 925                                |
| الناتج المحلي الإجمالي للفرد دولار أمريكي                 | 77                                         | 2.69 ألف                           |
| مؤشر التنمية البشرية                                      | 0.400                                      | 0.624                              |
| رمز المكالمات الدولي                                      | +257                                       | +992                               |
| رمز الإنترنت                                              | .bi                                        | .tj                                |
| المنطقة الزمنية                                           | ت ع م+02:00                                | ت ع م+05:00                        |

## منظمات دولية مشتركة
يشترك البلدان في عضوية مجموعة من المنظمات الدولية، منها:
| علم المنظمة | اسم المنظمة                        | تاريخ انضمام بوروندي | تاريخ انضمام طاجيكستان |
| ----------- | ---------------------------------- | -------------------- | ---------------------- |
|             | مؤسسة التنمية الدولية              | 28 سبتمبر 1963       | 4 يونيو 1993           |
|             | مؤسسة التمويل الدولية              | 28 نوفمبر 1979       | 2 ديسمبر 1994          |
|             | منظمة حظر الأسلحة الكيميائية       | ?                    | ?                      |
|             | الأمم المتحدة                      | 18 سبتمبر 1962       | 2 مارس 1992            |
|             | الاتحاد الدولي للاتصالات           | 16 فبراير 1963       | 28 أبريل 1994          |
|             | منظمة الشرطة الجنائية الدولية      | ?                    | ?                      |
|             | البنك الدولي للإنشاء والتعمير      | 28 سبتمبر 1963       | 4 يونيو 1993           |
|             | الاتحاد البريدي العالمي            | ?                    | ?                      |
|             | وكالة ضمان الاستثمار متعدد الأطراف | 10 مارس 1998         | 9 ديسمبر 2002          |
|             | يونسكو                             | 16 نوفمبر 1962       | 6 أبريل 1993           |